# Witte de With (Admiral)

Witte Corneliszoon de With

Witte Corneliszoon de With (* 28. März 1599 in Den Briel; † 8. November 1658, Öresund) war ein niederländischer Freiheitskämpfer und Admiral.

## Kindheit und Jugend
De With wurde auf einer Farm nahe Den Briel geboren, wo im Jahr vorher Maarten Tromp, ein ebenfalls berühmter Admiral, zur Welt kam. In Legenden kannten sie sich, waren in ihrer Jugend Freunde oder Rivalen – doch dafür gibt es keine Belege. De Withs Vater starb 1602. Seine Familie waren Mennoniten und Pazifisten, er jedoch war schon als Junge gewaltbereit, ließ sich von einem calvinistischen Priester taufen und fühlte sich nicht mehr der Gewaltfreiheit verpflichtet. Nach einigen kleineren Tätigkeiten ging er mit Siebzehn auf seine erste Seereise nach Niederländisch-Ostindien, als Schiffsjunge auf dem Schiff von Kapitän Geen Huygen Schapenham, das mit der Flotte von Jan Pieterszoon Coen fuhr.
Er nahm 1619 an der Belagerung von Jakarta als Korporal teil. Im Mai 1620 kehrte er in die Niederlande zurück. Er heuerte bei der Admiralität von der Maas an und fuhr unter Schapenham im Mittelmeer und der Ostsee. Im Juli 1622 wurde er Kapitän der Delft, dem Flaggschiff von Schapenham, der mittlerweile Vizeadmiral geworden war. 1623 fuhr seine Flotte zur Westküste von Amerika.
Nach dem Tod von Schapenham kehrte er September 1626 als Vizeadmiral der Gewürzflotte der Vereinigten Ostindienkompanie zurück und brachte Waren im Wert von fünf Millionen Gulden.

## Erbeutung der Spanischen Schatzflotte
1628 war er Flaggenkapitän von Admiral Piet Pieterszoon Heyn, der die spanische Schatzflotte bei Kuba aufbrachte. Von der Beute von elf Millionen Gulden erhielt de With 500 Gulden – damit war er aber nicht zufrieden, da er eine wichtige Rolle in dem Unternehmen gespielt hatte. 1629 verweigerten die Niederländischen Admiralitäten ihrem neuen Oberbefehlshaber Heyn, seine Besatzung um einen besonderen taktischen Offizier zu erweitern, wofür Heyn de With vorgesehen hatte. Enttäuscht verließ de With die Flotte und kommandierte die Grote Visserij der Heringflotte, Maarten Tromp wurde sein Flaggkapitän. 1635 kehrte de With für kurze Zeit zur Flotte zurück, bis er sich mit Leutnant-Admiral Philips van Dorp zerstritt.

## Seeschlacht bei den Downs
1637 wurde er Vizeadmiral von Holland und Westfriesland, als die höchsten Marineoffiziere wegen Inkompetenz ersetzt wurden. Doch de With war wiederum enttäuscht, da er nicht Oberkommandierender wurde, sondern Tromp über ihm stand. Im Achtzigjährigen Krieg gegen Spanien kämpfte de With 1639 in der Seeschlacht bei den Downs. De With wurde eifersüchtig auf Tromps Popularität wegen des Erfolges in dieser Schlacht. Er machte sich den seeländischen Vizeadmiral Johan Evertsen durch Anschuldigungen zum Feind.

## Kriegsgerichte
1640 kam de With vors Kriegsgericht, da er, als seine Flotte durch einen Sturm zerstreut wurde, allein nach Hellevoetsluis zurückkehrte.
1644 und 1645 fuhr er mit Handelsflotten durch den Öresund, als die Dänen einen höheren Zoll durchsetzen wollten.
1647 wurde de With mit einer ärmlich ausgestatteten Flotte zur Unterstützung der niederländischen Kolonie in Brasilien gegen die Portugiesen geschickt. Doch er verweigerte die Zusammenarbeit mit dem Rat von Brasilien. Nach einem monatelangen Konflikt und unzureichendem Nachschub war seine Flotte kaum mehr kampffähig. Gegen seine Befehle kehrte er im November 1649 mit seinen verbliebenen zwei hochseefähigen Schiffen in die Niederlande zurück. Nach seiner Ankunft ging er zu den Generalstaaten um sich über die Kolonie in Brasilien zu beschweren, wurde aber selbst festgenommen, in 259 Punkten für schuldig befunden und wurde beinahe enthauptet. Er wurde durch den Einspruch Hollands gerettet. Im Februar 1651 wurde er in den meisten Punkten freigesprochen und seine Strafe auf den Verlust seines Einkommens in der entsprechenden Zeit reduziert.

## Erster Niederländisch-Englischer Krieg
Im Ersten Englisch-Niederländischen Seekrieg 1652–1653 geriet Tromp im Herbst 1652 in Ungnade und de With befehligte die niederländische Flotte in der Seeschlacht bei Kentish Knock. Der Admiral war bei vielen Seeleuten so unbeliebt, dass er, als er die Brederode als neues Flaggschiff auswählte und das Schiff betreten wollte, daran gehindert wurde und ein anderes Schiff als Flaggschiff nehmen musste. Einige Schiffe verließen seine Flotte, nicht zuletzt weil ihn ihre Kapitäne nicht mochten. Die Niederländer verloren die Seeschlacht. Moralisch gebrochen, wurde er einige Monate krank und Tromp befehligte wieder die Flotte. Am 8. Mai wurde Tromp wieder offiziell der Oberbefehlshaber und de With befehligte Teilflotten in der Seeschlacht bei Gabbard und der abschließenden Seeschlacht bei Scheveningen, in der Tromp fiel. Zwischen dem 14. August und dem 22. September wurde de With wieder Oberbefehlshaber, danach wurde er durch Leutnant-Admiral Jacob van Wassenaer Obdam ersetzt. Von 1654 bis 1656 war er nicht aktiv, mit einer Ausnahme: eine Fahrt zur Befreiung von Danzig, welche er gemeinsam mit Van Wassenaer erkämpfte.

## Seeschlacht im Öresund
Im November 1658 fiel er in der Seeschlacht im Öresund im zweiten Nordischen Krieg. Er befehligte die Vorhut der niederländischen Flotte beim Entsatz Kopenhagens gegen die Schweden. Sein Schiff, die Brederode lief auf Grund und wurde von Feindschiffen umringt. Er wurde im linken Oberschenkel von einer Musketenkugel getroffen, Stunden später erhielt er einen Schuss in die Brust. Als schwedische Soldaten das Schiff enterten, weigerte er sich, sein Schwert niederzulegen und rang mit zwei Schweden. Er brach zusammen, wurde in seine Kabine gebracht, um sich zu erholen, bestand darauf, selbst auf einer Laufplanke zum schwedischen Schiff zu gehen, brach dort erneut zusammen und starb. Sein Körper wurde auf Anweisung von Karl X von Schweden einbalsamiert und nach Schweden gebracht. Im Januar 1659 wurde sein Körper nach Kopenhagen transportiert, dann in die Niederlande und in großer Pracht am 7. Oktober in Rotterdam bestattet. Zu seinen Nachfahren gehörte der 1913 in Emmerich am Rhein geborene Journalist und Redakteur Hans Daams.